# Démo (jeu vidéo)
Pour les articles homonymes, voir démo.
 (octobre 2019).
Si vous disposez d'ouvrages ou d'articles de référence ou si vous connaissez des sites web de qualité traitant du thème abordé ici, merci de compléter l'article en donnant les références utiles à sa vérifiabilité et en les liant à la section « Notes et références ».

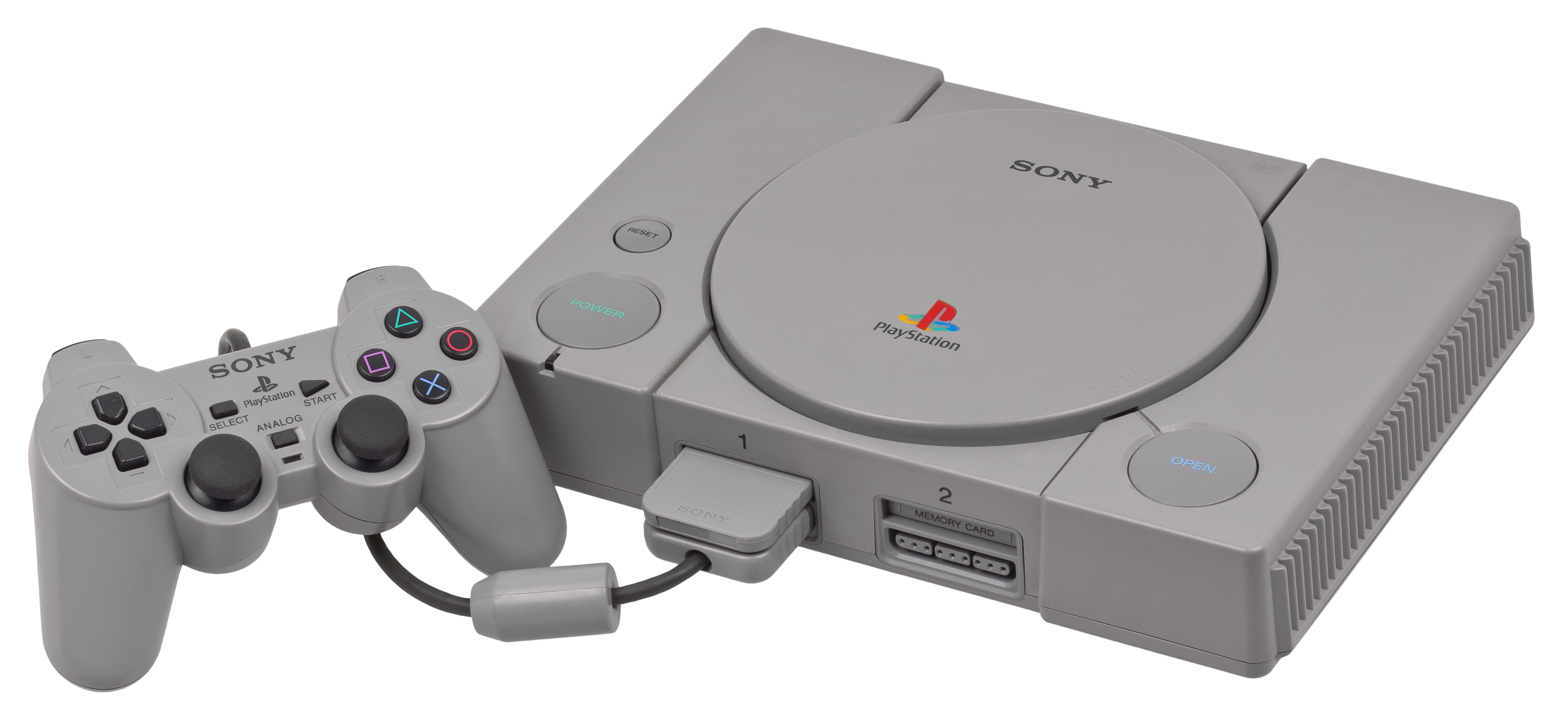
Playstation

Une démo désigne une version de démonstration d'un jeu vidéo, le plus souvent utilisée à des fins promotionnelles. Elle peut être proposée en supplément gratuit dans les magazines spécialisés, sur des bornes en magasin, en téléchargement via internet ou comme un supplément offert lors de l'achat d'un autre jeu ou même d'une autre console.
Cet article traite de versions de démonstration d'un jeu vidéo existant, et est distinct de la scène démo, un courant artistique informatique dans lequel des artistes créent des animations non jouables sur des plateformes de jeu vidéo.

## Démo jouable
Une démo peut être jouable, elle présente alors le gameplay du titre qu'elle représente mais offre un nombre restreint de niveaux ou réduit les options ludiques, par exemple en limitant le temps ou en désactivant les sauvegardes. De plus, le plus souvent, l'HUD du démo est assez différente du jeu vidéo officiel et définitif qu'elle représente.
Dans la majorité des cas, une démo n'est qu'une version bridée d'un jeu plus complet. Elle peut cependant différer du titre définitif pour des raisons de date de sortie. Dans certains cas, la démo sort avant le jeu et permet ainsi de le tester à une grande échelle, étape indispensable au développement d'un gros projet. Dans d'autres elle sort après mais apporte de nouveaux éléments.
- Half-Life Uplink, sorti pour promouvoir Half-Life, contient des niveaux inédits abandonnés pendant le développement du jeu et se présente comme une aventure complète et indépendante.
- Fate, un jeu de tir à la première personne développé par DogBone Software, fut annulée lors de la phase finale de son développement : seule sa démo existe.
- La démo de Age of Empires propose des missions inédites.
- La démo de Desperados: Wanted Dead or Alive est constituée d'un seul niveau, qui n'apparaît pas dans le jeu. Ce niveau a été intégré à la version remasterisée du jeu sortie quinze ans plus tard[1].

## Démo En Video
Une démo peut être non interactive. Il s'agit alors seulement d'une vidéo (on parle alors le plus souvent de trailer), ou d'un programme démontrant les capacités techniques du monteur graphique ou physique du titre. Le terme employé est alors démonstration technologique. La démo non-jouable, en plus de démontrer les capacités techniques, permet aussi pour les jeux PC de tester si le jeu est compatible avec son ordinateur, et offre parfois des fonctionnalités de benchmark.
- De nombreux jeux PC ont des démo non jouables, afin de tester la compatibilité du jeu ; c'est le cas par exemple de The Lost Planet 2 ou X2: The Threat.
- Le premier jeu PlayStation de Square Enix, Tobal No.1, fut vendu avec un disque bonus contenant une démo jouable de Final Fantasy VI et une démo non jouable montrant le moteur 3D de Final Fantasy VII.
- Une démo non jouable de Final Fantasy VIII a été incluse en Europe avec la version Platine de Final Fantasy VII.